# Rivolta indiana nel West
Rivolta indiana nel West (Oklahoma Territory) è un film del 1960 diretto da Edward L. Cahn.
È un film western statunitense con Bill Williams, Gloria Talbott e Ted de Corsia.

## Produzione
Il film, diretto da Edward L. Cahn su una sceneggiatura di Orville H. Hampton, fu prodotto da Robert E. Kent per la Robert E. Kent Productions e girato a Santa Clarita e nell'Iverson Ranch a Chatsworth, Los Angeles, dal 15 luglio 1959.

## Distribuzione
Il film fu distribuito con il titolo Oklahoma Territory negli Stati Uniti dal 22 agosto 1960 1960 dalla United Artists.
Altre distribuzioni:
- in Finlandia il 18 novembre 1960 (Oklahoman sheriffi)
- in Brasile (Terra de Renegados)
- in Grecia (To geraki tis Oklahoma)
- in Italia (Rivolta indiana nel West)